# Scipione Agnelli

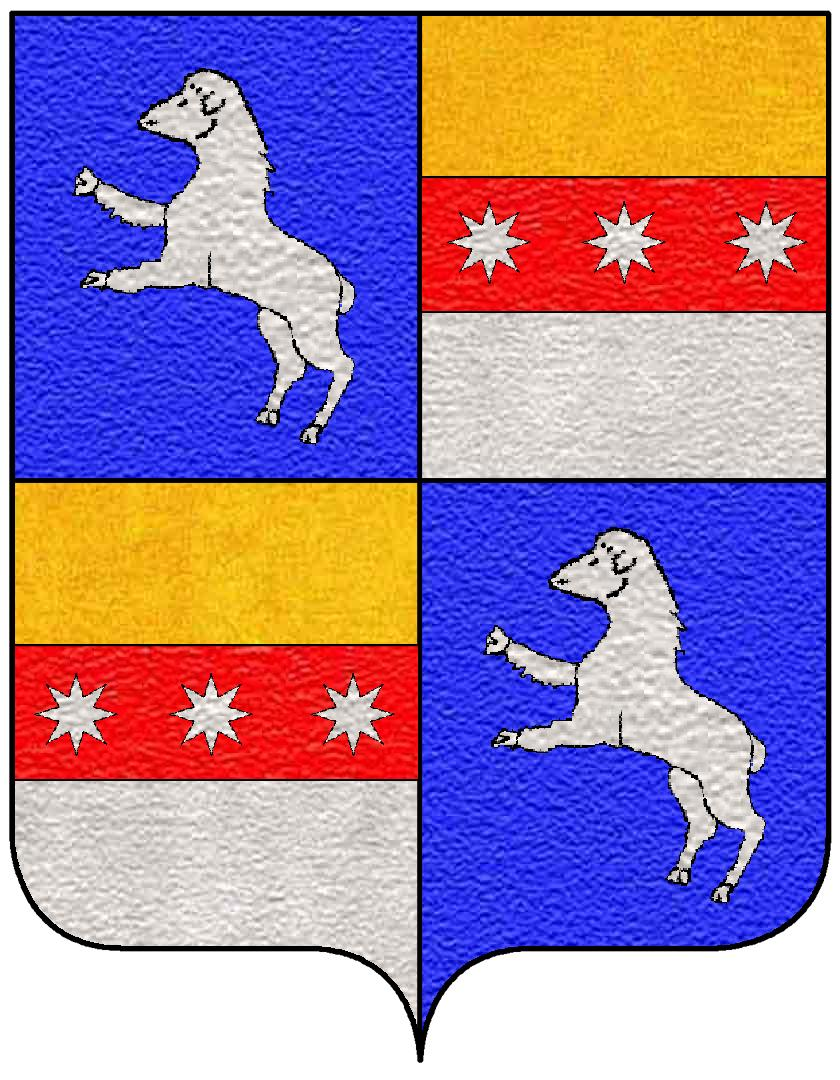
Stemma degli Agnelli di Mantova

Scipione Agnelli (Mantova, 1586 – Casale Monferrato, 1º ottobre 1653) è stato un vescovo cattolico, letterato e giurista italiano.

## Biografia
Era figlio del conte Lepido Agnelli, al servizio dei Gonzaga, e di Girolama Pavese.
Fu educato alla corte gonzaghesca di Mantova e di Casale e si laureò in teologia e in diritto canonico. Nel 1611 pronunciò l'orazione funebre per Eleonora de' Medici, consorte del duca Vincenzo I Gonzaga.
Il duca di Mantova e del Monferrato Ferdinando Gonzaga lo propose per ricoprire la carica di vescovo di Casale Monferrato; fu ordinato il 18 febbraio 1624.
A causa della guerra di successione di Mantova e del Monferrato per lunghi anni gli fu impedito di svolgere a Casale la sua attività pastorale.
Morì a Casale nel 1653.

## Opere
- Vita della Beata Osanna [Andreasi], 1597 e 1607.
- La Sestina. Lagrime d'amante al sepolcro dell'amata (1610)
- De ideis libri tres disceptationum, 1611.
- Il Mariale, 1634.
- Il Bonifacio, tragedia sacra, 1629.
- Annali di Mantova fino al 1637, opera postuma pubblicata nel 1675[5] compiuta e curata dal nipote L. M. Agnelli e dedicata al duca Ferdinando Carlo di Gonzaga-Nevers.

## Genealogia episcopale
La genealogia episcopale è:
- Arcivescovo Filippo Archinto
- Papa Pio IV
- Cardinale Giovanni Antonio Serbelloni
- Cardinale Carlo Borromeo
- Cardinale Ottavio Paravicini
- Cardinale Giambattista Leni
- Cardinale Giulio Roma
- Vescovo Scipione Agnelli